# Habitatge a la plaça dels Països Catalans, 5-7 (Molins de Rei)
L'Habitatge a la plaça dels Països Catalans, 5-7 és una obra de Molins de Rei (Baix Llobregat) inclosa a l'Inventari del Patrimoni Arquitectònic de Catalunya.

## Descripció
Dues vivendes unifamiliars amb disposició semblant: planta baixa amb porta d'accés i finestra i un pis. A la núm.- 5, la planta baixa és de morter i té un sòcol ondulat de ceràmica. Totes les obertures estan emmarcades per ceràmica blanca de formes arrodonides. El pis és de pedra vista i està decorat amb medallons de la mateixa ceràmica, amb molt motius florals o geomètrics. La part superior acaba amb tres lòbuls del mateix material. A la núm.- 7, les obertures de la planta baixa estan emmarcades per petits esgrafiats vegetals i., a la part superior, frisos de ceràmica vidriada amb motius d'onades. El pis té tres finestres separades per pilastres i decorades amb rajoles, obrint-se a una balconada. El conjunt està rodejat per un arc de mig punt.